# Cantón de Fournels
El cantón de Fournels era una división administrativa francesa, que estaba situada en el departamento de Lozère y la región de Languedoc-Rosellón.

## Composición
El cantón estaba formado por diez comunas:
- Albaret-le-Comtal
- Arzenc-d'Apcher
- Brion
- Chauchailles
- Fournels
- La Fage-Montivernoux
- Noalhac
- Saint-Juéry
- Saint-Laurent-de-Veyrès
- Termes

## Supresión del cantón de Fournels
En aplicación del Decreto nº 2014-245 de 25 de febrero de 2014, el cantón de Fournels fue suprimido el 22 de marzo de 2015 y sus 10 comunas pasaron a formar parte del nuevo cantón de Aumont-Aubrac.